# L'Antiga Esquerra de l'Eixample
L'Antiga Esquerra de l'Eixample é um dos seis bairros do distrito de l'Eixample de Barcelona. Este bairro, juntamente com a Nova Esquerra de l'Eixample, forma l'Esquerra de l'Eixample ainda que este foi dividido administrativamente em dois bairros.
O nome de antiga é porque foi a parte de l'Esquerra de l'Eixample onde se começou a urbanizar antes. Neste bairro se pode encontrar a faculdade de medicina da Universidade de Barcelona, no  Hospital Clínico.